# Robert Barker, 1. Baronet
Sir Robert Barker, 1. Baronet FRS (* um 1732 in Soho, London; † 14. September 1789 in Busbridge, Surrey) war ein britischer Offizier und Politiker. Von 1770 bis 1773 war er Oberbefehlshaber der britischen Kolonialtruppen in Indien.

## Leben
Er war der Sohn des Arztes Robert Barker († 1745) aus dessen Ehe mit Hannah Whitehead und wurde im Pfarrbezirk St Anne’s in Soho, London, geboren.
1749 trat er in den Armeedienst der Britischen Ostindien-Kompanie ein und wurde Artillerieoffizier in der Madras Army. Er wurde 1753 zum Second Lieutenant, 1756 zum Captain-Lieutenant und 1757 zum Captain befördert. Nach Ausbruch des Siebenjährigen Krieges (1756–1763) nahm er im März 1757 an der Eroberung des französischen Stützpunktes Chandannagar sowie im Juni 1757 an der Eroberung von Bengalen in der Schlacht bei Plassey teil. 1761 zum Major befördert, nahm er im Oktober 1762 am Angriff auf die spanische Kolonie der Philippinen teil und zeichnete sich bei der Eroberung von Manila besonders aus. Nach Kriegsende kehrte er kurzzeitig nach Großbritannien zurück, wo er in Anerkennung seiner Leistungen 1764 zum Colonel der British Army befördert und am 16. April 1764 als Knight Bachelor geadelt wurde. 1765 wurde er auch zum Colonel der Britischen Ostindien-Kompanie befördert, kehrte nach Indien zurück und wurde nun in Allahabad stationiert. Er war zwischenzeitlich als Fellow in die Royal Society aufgenommen worden und erstellte in Allahabad wissenschaftliche Arbeiten zur Thermometrie, die die Royal Society 1767 veröffentlichte.
1770 wurde er zum Brigadier-General der Britischen Ostindien-Kompanie und zum Oberbefehlshaber in Indien (Commander-in-Chief in India) ernannt. Er hatte dadurch den Oberbefehl über die drei Brigaden, die die Bengal Army bildeten, sowie eine Aufsichtsfunktion über die Bombay Army und die Madras Army. 1772 schloss er einen folgenreichen Vertrag mit dem Stamm der Rohilla in Rohilkhand. Der Nawab von Oudh fürchtete, die Rohilla würden sich dem Marathenreich anschließen und in sein Land einfallen, und flehte die Briten um Hilfe an. Barker schickte dementsprechend einen seiner Adjutanten zu den Rohilla und unterzeichnete mit ihnen im Mai 1772 einen Vertrag gegen die Marathen. Dieser Vertrag von Faizabad wurde von den Rohilla eingehalten, aber unter dem Vorwand, ihn gebrochen zu haben, schickte Warren Hastings, den die Britische Ostindien-Kompanie 1773 in das neu geschaffene Amt des Generalgouverneurs von Indien eingesetzt hatte, eine Brigade, um sie für den Nawab zu erobern. Bevor dieser Erste Rohilla-Krieg (1773–1774) ausbrach, hatte Barker jedoch sein Kommando niedergelegt, da er die von Hastings in der Armee eingeleiteten Reformen missbilligte, und nach einem lebhaften Streit Indien verlassen und kehrte nach Großbritannien zurück.
In Großbritannien widmete er sich der Politik und wurde bei den Parlamentswahlen 1774 als Abgeordneter für Wallingford in Oxfordshire ins britische Unterhaus gewählt. Im Parlament unterstützte er durchgängig die Politik der Tory-Regierung unter Lord North. Zu den Parlamentswahlen 1780 trat er nicht mehr an und schied aus dem Unterhaus aus. 1786 sagte er als wichtiger Zeuge vor einem Sonderausschuss des Unterhauses zum Rohilla-Krieg aus.
Am 4. November 1780 heiratete er Anne Hallowes († vor 1806), Erbtochter des Brabazon Hallowes, Gutsherr von Dethick Hall bei Ashover und Glapwell bei Bolsover in Derbyshire. Am 24. März 1781 wurde ihm in der Baronetage of Great Britain der erbliche Adelstitel Baronet, of Bushbridge in the County of Surrey, verliehen.
Er starb am 14. September 1789 im Alter von 57 Jahren auf seinem Anwesen in Busbridge, bei Godalming, in Surrey, und wurde am 28. September 1789 in Hammersmith, London, begraben. Da seine Ehe kinderlos geblieben war, erlosch sein Baronettitel mit seinem Tod.